# Leont l'Acadèmic
Leont l'Acadèmic (grec antic: Λέων, -οντος, llatí: Leo Academicus), a qui també anomenen Leònidas (grec antic: Λεωνίδης) Justí i l'enciclopèdia Suda. Fou un escriptor i filòsof grec nascut a Heraclea del Pont i deixeble de Plató.
Va ser un dels conspiradors del grup encapçalat per Quió que en el regne d'Artaxerxes III de Pèrsia (vers 353 aC) van assassinar el tirà d'Heraclea Clearc. Els conspiradors van morir quasi tots a mans dels guàrdies o fets presoners i executats després, però Lleó es va escapar.
Nícies de Nicea i Favorí li atribueixen el diàleg Alció (grec antic: Ἀλκυών), que més tard es va atribuir a Plató i també a Llucià de Samosata.